# Machadinho d'Oeste
Machadinho D'Oeste is een gemeente in de Braziliaanse deelstaat Rondônia. De gemeente telt 38.609 inwoners (schatting 2017).

## Aangrenzende gemeenten
De gemeente grenst aan Ariquemes, Cujubim, Porto Velho, Rio Crespo, Theobroma, Vale do Anari, Humaitá (AM), Manicoré (AM), Novo Aripuanã (AM) en Colniza (MT).